# Șomartin, Sibiu

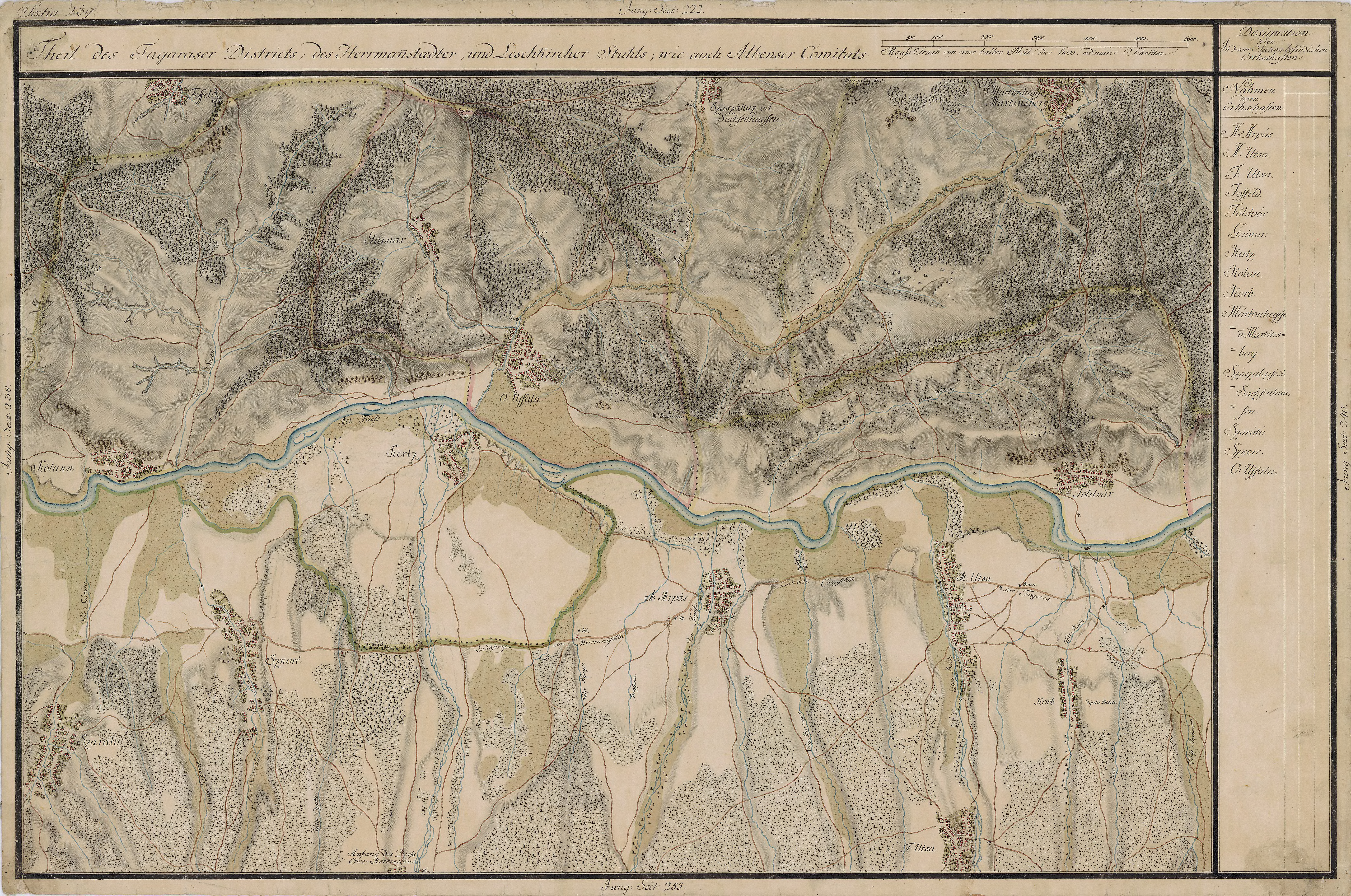
Șomartin în Harta Iosefină a Transilvaniei, 1769-1773

Șomartin, mai demult Șomărtin, Șomortin (în dialectul săsesc Mirtesbärch, Mětesberχ, Miertesbarχ, în germană Martinsberg, Märtelsberg, în maghiară Mártonhegy, Mártonhegye) este un sat în comuna Bruiu din județul Sibiu, Transilvania, România.
Asezare: Situat la 60 km de Sibiu și 35 de km față de Făgăraș, este înconjurat de dealuri și păduri. În localitate există o biserică fortificată.

## Imagini

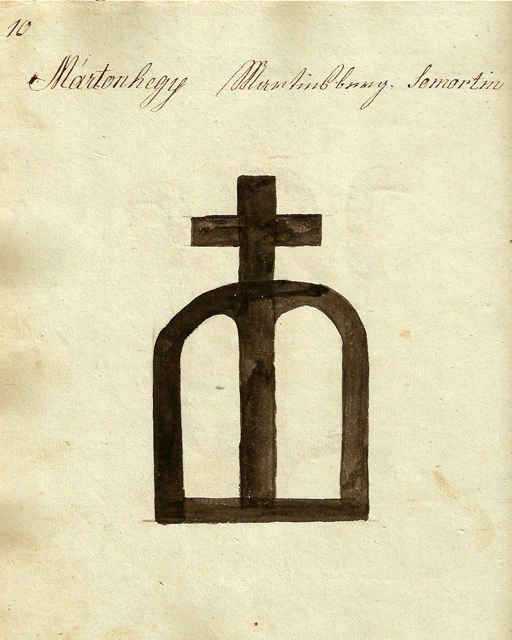
1826 - Danga pentru vite